# 2003–2004-es magyar női labdarúgó-bajnokság (első osztály)
A 2003–2004-es magyar nemzeti női labdarúgó-bajnokság első osztálya  hét csapat részvételével 2003. augusztus 16-án rajtolt. A címvédő az 1. FC Femina volt. A bajnokságot a Viktória FC nyerte.

## A bajnokság csapatai
A 2003–2004-es magyar nemzeti labdarúgó-bajnokság első osztályát hét csapat részvételével rendezték meg, melyből három fővárosi, négy vidéki egyesület volt.

## Végeredmény
| #  | Csapat                        | M  | GY | D | V  | G+ – G– | GK  | P  | Megjegyzések                          |
| -- | ----------------------------- | -- | -- | - | -- | ------- | --- | -- | ------------------------------------- |
| 1. | Viktória FC-Szombathely       | 24 | 18 | 2 | 4  | 71–21   | +50 | 56 | 2004–2005-ös UEFA női bajnokok ligája |
| 2. | MTK Hungária FC               | 24 | 17 | 2 | 5  | 57–18   | +39 | 53 |                                       |
| 3. | László Kórház                 | 24 | 15 | 1 | 8  | 84–33   | +51 | 46 |                                       |
| 4. | 1. FC FeminaCV                | 24 | 13 | 4 | 7  | 80–47   | +33 | 43 |                                       |
| 5. | Miskolci VSC-Doka             | 24 | 6  | 3 | 15 | 29–85   | −56 | 21 |                                       |
| 6. | Debreceni VSCÚ                | 24 | 4  | 4 | 16 | 23–56   | −33 | 10 |                                       |
| 7. | Kunsziget-Nagykutas-Terán FKÚ | 24 | 2  | 2 | 20 | 17–101  | −84 | 8  | NB II                                 |

Utolsó frissítés: 2004. június 30. 
Forrás: Futballévkönyv 2004, Aréna 2000 Kiadó, Budapest, 2004, 146. o., ISSN 1585-2172 
A rangsorolás alapszabályai: 1. összpontszám, 2. győzelmek száma, 3. egymás elleni eredmények összpontszáma,  4. egymás elleni eredmények gólkülönbsége, 5. egymás elleni eredmények szerzett góljainak száma 6. gólkülönbség, 7. szerzett gólok száma.
(B): Bajnokcsapat, (K): Kieső csapat, (F): Feljutó csapat, (I): Kupainduló, (R): A rájátszás győztese, (KGY): Kupagyőztes

A bajnok Viktória FC játékosai
Szvorda Melinda,  kapus – Bauer Ágota, Bakos B., Fenyvesi Judit, Görög Emese, Horváth Ildikó, Horváth Nóra, Iván Viktória, Kaczmarski Ágnes, Kovács Eszter, Lukács Kinga, Lukács Lívia, Markó Edina, Pintér Hedvig,  Szanyi Katalin, Tájmel Veronika, Takács Nikoletta, Takács V., Tálosi Szabina, Tóth Adrienn, Tóth Enikő, Tóth Gabriella, Weisz Szilvia.
Edző: Markó Edina

## A góllövőlista élmezőnye
| Gól                                                                                    | Név         | Csapat       |
| -------------------------------------------------------------------------------------- | ----------- | ------------ |
| 31                                                                                     | Pádár Anita | 1. FC Femina |
| Utolsó frissítés: 2004. június 30.                                                     |             |              |
| Forrás: Futballévkönyv 2004, Aréna 2000 Kiadó, Budapest, 2004, 146. o., ISSN 1585-2172 |             |              |